# Oscar Grégoire
Oscar Grégoire (ur. 27 marca 1877 w Iwantiejewce, zm. 28 września 1947 w Brukseli) – belgijski pływak i waterpolista z początków XX wieku, medalista igrzysk olimpijskich.
Jako dwudziestotrzylatek wystartował na II Letnich Igrzyskach Olimpijskich w Paryżu w 1900 roku. Wziął wtedy udział w turnieju piłki wodnej. Belgia, reprezentowana przez brukselski klub Club de natation de Bruxelles zajęła drugie miejsce.
Osiem lat później, podczas Igrzysk w Londynie ponownie zdobył tytuł wicemistrza olimpijskiego w piłce wodnej. Wystartował także w wyścigu pływackim na dystansie 100 metrów stylem grzbietowym, lecz nie ukończył startu w eliminacjach.
Podczas Letnich Igrzysk Olimpijskich w Sztokholmie w 1912 zdobył brąz w turnieju piłki wodnej, a w wyścigu pływackim na 200 metrów stylem grzbietowym został zdyskwalifikowany.